# Khadim Sinan Paixà
Hadım Sinan Paixà, en turc Hadım Sinan Paşa (?-1517) fou un gran visir otomà. Era d'origen cristià probablement bosnià de la família Boronivic (hadim vol dir "criat"). Fou un dels dos únics eunucs blancs que van arribar a gran visir al segle xvi.
Fou reclutat de jove pel sistema del devshirme i va arribar al rang de visir dins la classe d'eunucs blancs del Palau. Fou governador de Bòsnia fins al 1514 quan fou cridat per participar en la campanya persa contra Ismail I, sent nomenat beglerbegi d'Anatòlia. A la batalla de Çaldiran va manar l'ala dreta de les forces otomanes (agost de 1514) i va ser decisiu en la victòria; això li va valer ser promogut com a beglerbegi de Rumèlia, càrrec aleshores vacant. El 1515 el sultà Selim I va enviar contra l'emir Ala al-Dawla Bozkurt de Dhu l-Kadr una força dirigida per Khadim Sinan Pasha i per Ali Beg Dhul Kadr, aquest darrer un príncep local (fill de Shah Suvar, i que ara governava un sandjak). El juny de 1515 Bozkurt fou derrotat i mort prop de Marash i el seu cap fou enviat al sultà (que la va reenviar al sultà mameluc Kansuh al-Ghawri). Aquesta victòria li va valer ser nomenat gran visir (agost de 1515) al lloc de Dukakinoğlu Ahmed Paşa, però breument (potser interinament), només fins que va poder assolir el càrrec a primers de setembre Hersekli Ahmed Paşa. El 26 d'abril de 1516 fou nomenat altre cop pel càrrec i, per tant, comandant en cap de la campanya d'aquell any. Va ser el principal responsable de la victòria otomana de Mardj Dabik contra el sultà mameluc Kansuh al-Ghawri (agost de 1516) i la consegüent conquesta de Síria; en el seu avanç cap a Egipte va tornar a derrotar els mamelucs a Khan Yunis (desembre de 1516) però finalment va morir en la batalla de Raydaniyya (gener del 1517).